# Graphis intricata
Graphis intricata är en lavart som beskrevs av Fée. Graphis intricata ingår i släktet Graphis och familjen Graphidaceae.   Inga underarter finns listade i Catalogue of Life.